# Kalorimetrická rovnice
Kalorimetrická rovnice popisuje tepelnou výměnu těles tvořících izolovanou soustavu, pro kterou platí zákon zachování energie – tedy veškeré teplo, které při výměně jedno těleso odevzdá, druhé těleso přijme. Navíc se předpokládá, že nedochází ke změně druhu energie, tzn. tepelná energie se nemůže změnit např. v mechanickou energii, a také, že látky jsou chemicky netečné, takže nevzniká žádné teplo z chemických reakcí.
Kalorimetrická rovnice je základní rovnicí kalorimetrie.

## Matematická formulace
Matematicky lze kalorimetrickou rovnici formulovat na základě předpokladu, že teplo {\displaystyle Q_{2}} odevzdané teplejším tělesem chladnějšímu tělesu se rovná teplu {\displaystyle Q_{1}}, které přijme chladnější těleso od teplejšího tělesa, tzn.
{\displaystyle Q_{1}=Q_{2}}
Jestliže těleso 1 o hmotnosti {\displaystyle m_{1}} s měrnou tepelnou kapacitou {\displaystyle c_{1}} má počáteční teplotu {\displaystyle t_{1}}, těleso 2 o hmotnosti {\displaystyle m_{2}} s měrnou tepelnou kapacitou {\displaystyle c_{2}} má počáteční teplotu {\displaystyle t_{2}} a po vyrovnání teplot mají obě tělesa stejnou teplotu {\displaystyle t}, přičemž {\displaystyle t_{1}<t<t_{2}}, pak po dosazení za {\displaystyle Q_{1}} a {\displaystyle Q_{2}} dostaneme
{\displaystyle m_{1}c_{1}(t-t_{1})=m_{2}c_{2}(t_{2}-t)}
Pokud je neznámou veličinou c nebo m, za teploty se musí dosadit termodynamická teplota nebo teplota v jednotkách Celsia.

## Kompenzace měření kalorimetrem
K experimentálnímu měření veličin kalorimetrické rovnice se používá  kalorimetr, zejména pak směšovací kalorimetr. Aby byla zachována přesnost měření, musí se do rovnice zahrnout i samotný kalorimetr. Pakliže je v kalorimetru chladnější kapalina a přidáme teplejší těleso, platí:
{\displaystyle m_{1}c_{1}(t_{1}-t)=m_{2}c_{2}(t-t_{2})+C_{k}(t-t_{2})},
kde se započte i teplo přijaté kalorimetrem {\displaystyle C_{k}(t-t_{2})} , {\displaystyle C_{k}} představuje tepelnou kapacitu kalorimetru a {\displaystyle t-t_{2}} přírůstek teploty. V opačné situaci kalorimetr teplo odevzdává, a proto platí:
{\displaystyle m_{1}c_{1}(t_{1}-t)=m_{2}c_{2}(t-t_{2})-C_{k}(t_{1}-t)},
kde {\displaystyle t_{1}-t} představuje úbytek teploty.